# Blumovo číslo
Blumovo číslo je v matematice označení pro takové přirozené číslo {\displaystyle n}, které je poloprvočíslem {\displaystyle n=p\times q}, přičemž {\displaystyle p} a {\displaystyle q} jsou různá prvočísla, jejichž zbytek po dělení 4 je roven 3. Nejmenšími Blumovými čísly jsou
21, 33, 57, 69, 77, 93, 129, 133, 141, 161, 177, 201, 209, 213, 217, 237, 249, 253, 301, 309, 321, 329, 341, 381, 393, 413, 417, 437, 453, 469, 473, 489, 497, ...
a posloupnost má identifikátor A016105 v Online encyklopedii celočíselných posloupností (OEIS).
Svá jména získala tato čísla po Manuelu Blumovi, venezuelském informatikovi.